# Andreas Bouchalakis
Andreas Bouchalakis (Heraclião, 5 de abril de 1993) é um futebolista grego que atua como meio-campista. Atualmente defende o Hertha Berlim.

## Carreira
Andreas Bouchalakis começou a carreira no Ergotelis.

## Títulos
Olympiakos
- Superliga Grega (3): 2014-15, 2015-16, 2016-2017